# 厦门国际邮轮中心

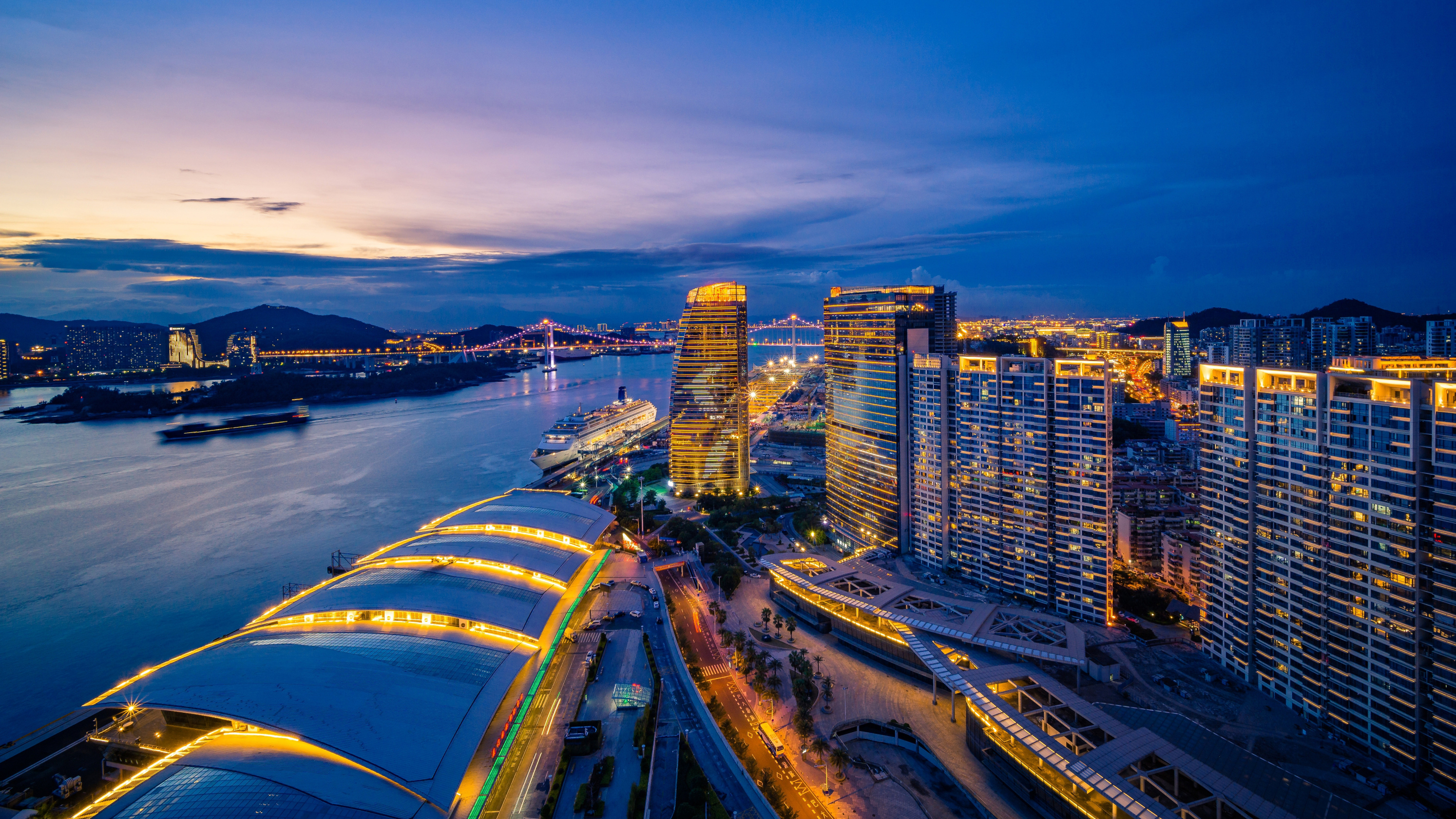
厦门国际邮轮中心外侧建筑

厦门国际邮轮中心（邮轮中心码头/邮轮中心厦鼓码头、东渡码头/东渡同益码头），是位於中國福建省厦门市湖里区的客運碼頭。

## 历史
1980年代，厦门开始接待国际邮轮。2005年，邮轮中心开始建设，由凯达柏涛建筑设计公司设计。2007年，厦门国际邮轮中心建成投用，是当时中国大陆最大、最先进的邮轮专用码头。国际邮轮中心包括客运码头和联检大楼两大部分，中心西面海域的北段建设有大型国际邮轮泊位，岸线长为463.81米，可停靠14万总吨的大型邮轮；南段岸线设有80米长浮码头两座和35米浮码头两座，分别为小型客轮码头及港口作业船舶码头。
厦门国际邮轮中心联检大楼的总建筑面积约为8.1万平方米，按年旅客吞吐量150万人次和高峰集中旅客到达量3000人的功能要求，以及一级国际客运站的标准设计。联检大楼的一层为停车场、行李处理间、设备用房区及配套商业等；二层为旅客出入境联检大厅，并配备有室外接客平台；三层为休闲餐饮区。候船楼二层设计有向市民、游客开放的观景走廊、平台，并逐渐成为网红打卡地。
2012年7月，邮轮中心获“国际卫生港口”称号，为中国大陆首个获得该称号的客运海港。
2014年，邮轮中心开始兼顾厦鼓轮渡日间游客航线运营。
2024年11月1日，厦鼓轮渡日间游客航线运营部分更名为东渡客运码头。

## 接驳交通
- 厦门轨道交通2号线 邮轮中心站